# 쿠렙토
쿠렙토(스페인어: Curepto)는 칠레 마울레 주 탈카 현의 코무나이다.